# Antonín Brandner
Antonín Brandner, také uváděn německy Anton, (22. února 1823 Prosek – 10. října 1902 Praha) byl český architekt, inženýr pozemních staveb Severní státní dráhy (NStB) a autor budovy pražské Hlavní pošty.

## Život a dílo

### Mládí
Narodil se v Praze. Absolvoval pražský Polytechnický ústav. Pracoval v Terstu v jižní části Rakouského císařství. V roce 1849 se oženil v Praze s Julií Andresovou. Dále byl zaměstnán jako inženýr pozemních staveb v Severní státní dráhy letech 1850-1851 byl zaměstnán jako inženýr-asistent u Severní státní dráhy spojující Prahu a Drážďany. Vypracoval návrh novorenesanční budovy Hlavní pošty v Praze ve spolupráci se stavitelem Janem Bělským v roce 1871, podílel se na výstavbě pražské Botanické zahrady po roce 1890.

### Úmrtí
Antonín Brandner zemřel 10. října 1902 v Praze ve věku 79 let.

## Nádražní budovy

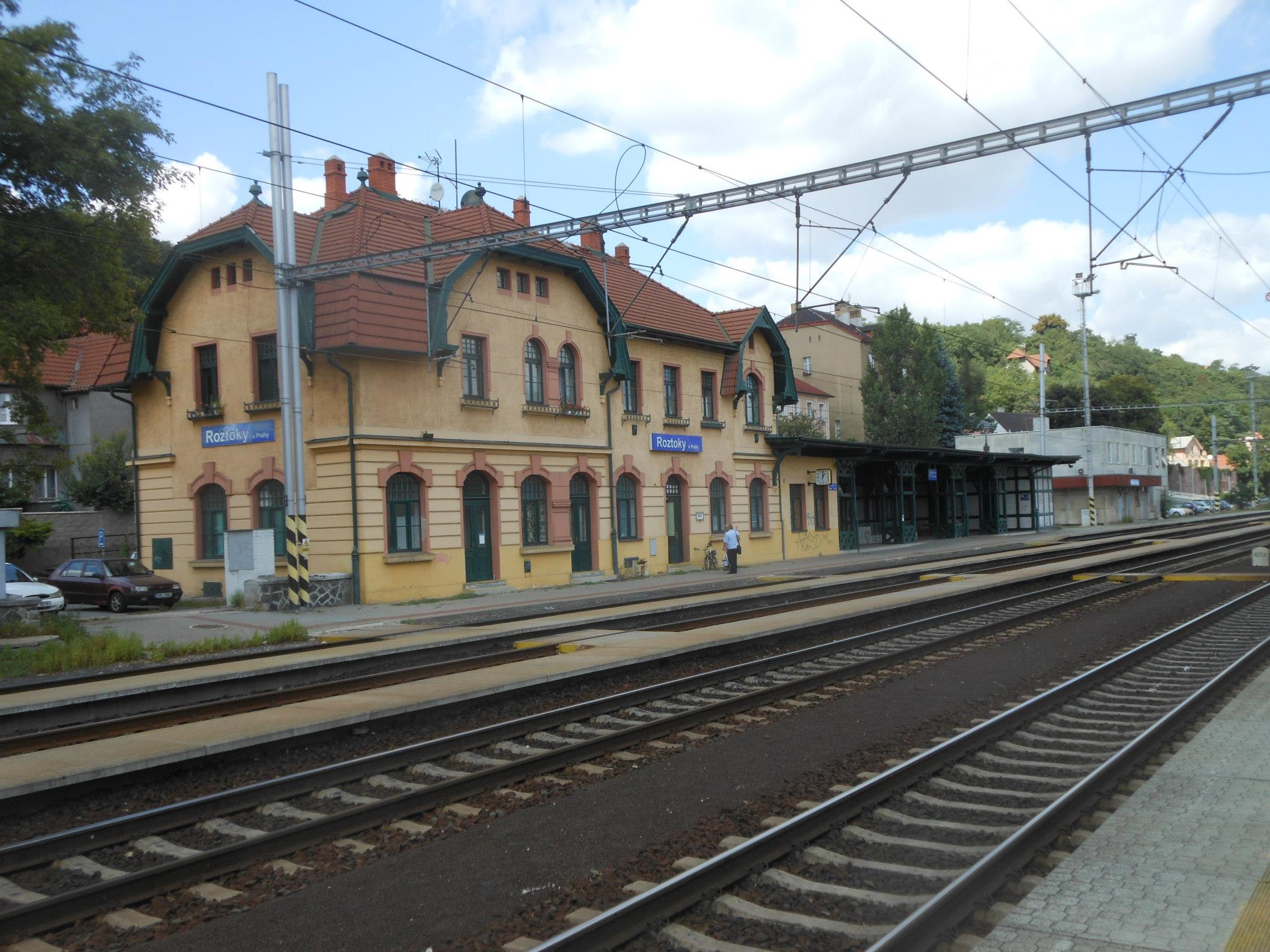
A. Brandner, Roztoky u Prahy (1850, původní budova zbořena)
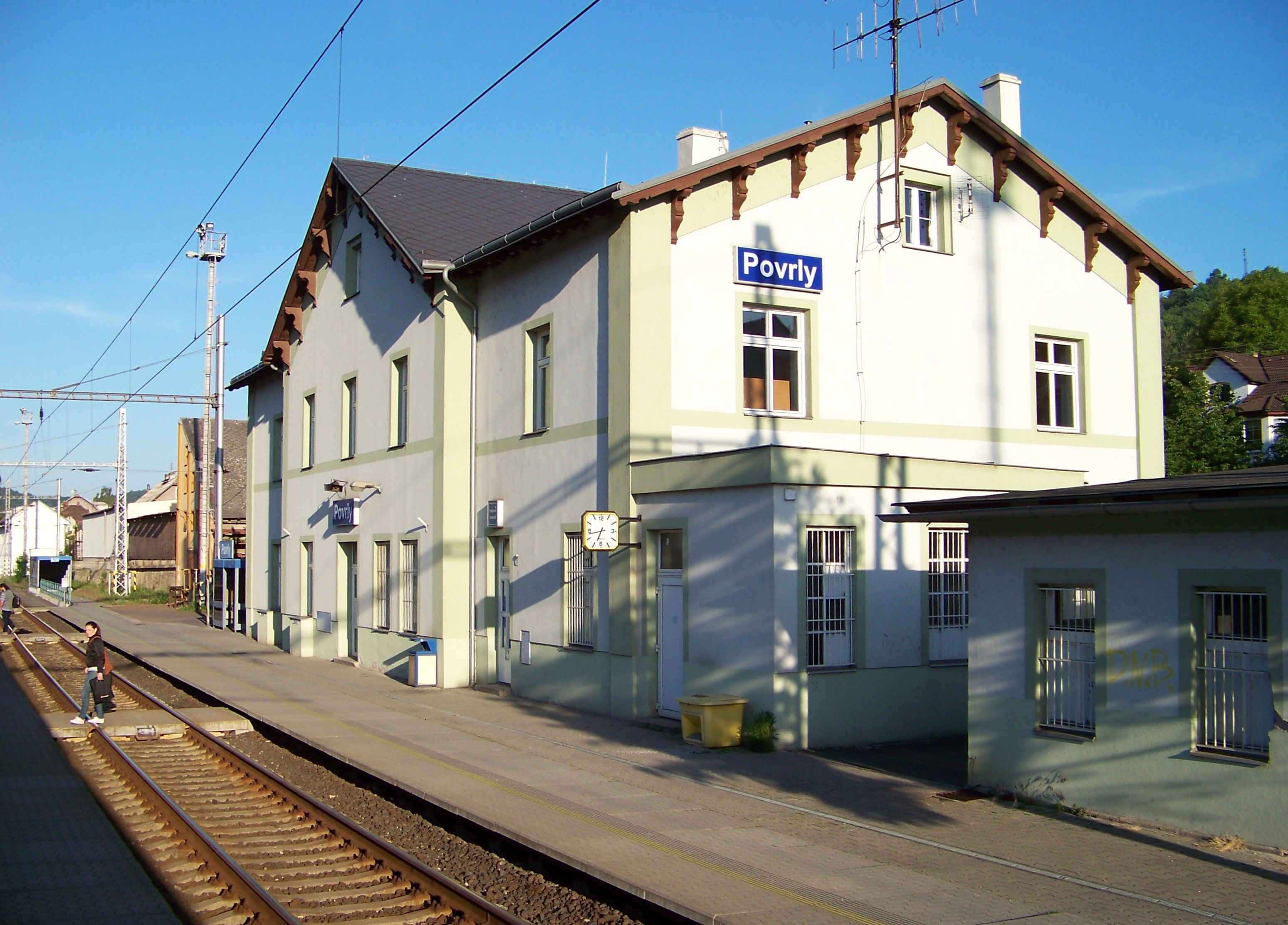
A. Brandner, Nádraží Povrly (1850)
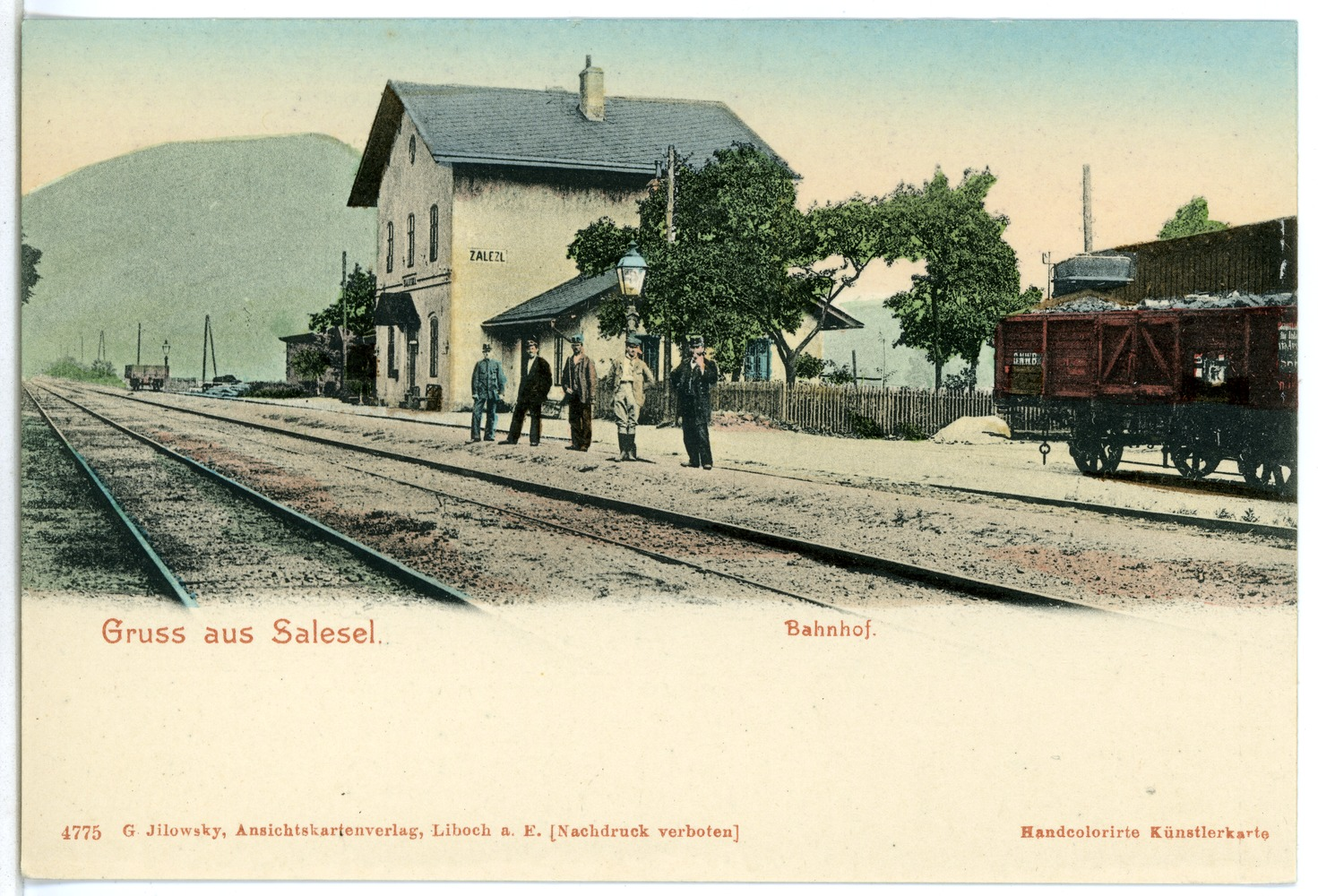
A. Brandner, Nádraží Dolní Zálezly (1851)